# Gheorghe Andronic
Gheorghe Andronic (Kišinjev, 25. rujna 1991.) je moldavski nogometaš koji trenutačno igra za rumunjsku FC Astra Giurgiu. Igra na poziciji veznog igrača.

## Klupska karijera
Bio je igrač FC Zimbru gdje je odigrao 16 utakmica i postigao tri zgoditka. Za Dinamo Zagreb potpisao je 2010. godine ali je potom otišao na posudbu u NK Lokomotivu iz Zagreba. U kolovozu iste godine odlazi na jednogodišnju posudbu u HNK Goricu iz Velike Gorice u 2. HNL. Za prvu momčad Gorice u 2. HNL debitirao je 6. studenoga 2010. godine u gostima protiv Suhopolja, u 12. kolu. Ušao je kao pričuva na isteku 90. minute a već u 93. minuti asistirao je za drugi pogodak Gorice. Nakon posudbe u HNK Gorici u veljači 2011. godine Gheorghe Andronic je sporazumno raskinuo ugovor sa zagrebačkim Dinamom i potpisao za švedskog drugoligaša IFK Värnamo. Nakon deset mjeseci provedenih u IFK Värnamo u prosincu 2011. godine potpisao je ugovor na dvije godine za švedski nogometni klub Degerfors IF.

## Reprezentativna karijera
Igrao je za moldovske mlade reprezentacije do 19 godina i do 21 godine. Za seniorsku moldavsku nogometnu reprezentaciju debitirao je 11. listopada 2011. godine, u posljednjoj utakmici skupine kvalifikacija za UEFA Euro 2012. godine, protiv San Marina. Utakmica je završila pobjedom Moldavije od 4:0, a Andronic je ušao kao pričuva u 70. minuti utakmice i postigao četvrti pogodak za svoju momčad u 87. minuti utakmice.

## Vanjske poveznice
- (engl.) Gheorghe Andronic na sports.md
- (engl.) Gheorghe Andronic na uefa.com
- Gheorghe Andronic na sportnet.hr[neaktivna poveznica]